# فيوليا (شركة)
فيوليا (بالفرنسية: Veolia Environnement)‏ شركة فرنسية دولية عملاقة تعمل في أربع مجالات أساسية من الخدمات تدار عادة من القطاع العام - إمدادات المياه وإدارتها، إدارة النفايات، الطاقة وخدمات النقل. في عام 2011 كانت فيوليا توظف 331226 موظفا في 77 دولة. وسجلت عوائد مقدارها 29.6 بليون يورو، وهي مدرجة في بورصتي بورصة يورونيكست باريس وبورصة نيويورك.
تعرضت الشركة لإنتقادات وضغوط لإستثماراتها المرتبطة بالاحتلال الإسرائيلي في الضفة الغربية، وبدأت حملة لحثها لإيقاف إستثماراتها ضمن إطار مقاطعة إسرائيل في 2008 في مقاطعة الباسك الاسبانية، وكانت أحد الشركات التي قامت حركة بي دي إس بالدعوة إلى ممارسة الضغط عليها، مما أدى إلى تخلص الشركة من معظم إستثماراتها في إسرائيل، ولكنها تظل مشاركة بمشروع سكة الحديد الخفيفة في القدس. تعرضت الشركة أيضا انتقادات تتعلق بظروف العمل والممارسات البيئية.